# Göltzschtalbrücke
A Göltzschtalbrücke egy téglából épült vasúti völgyhíd a Lipcse-Hof-vasútvonalon a Göltzsch folyó felett Szászországban. A viadukt a világ legnagyobb téglából épült völgyhídja. Megközelítőleg 26 millió 21 ezer téglát használtak fel hozzá. Az építése 1846 május 1-én kezdődött és 1851-ben fejeződött be. Megnyitása 1851 július 15. volt.
Hossza 574 méter, szélessége a talpánál 23, legfelül pedig 9 méter, legnagyobb magassága 78 méter.

## Képgaléria

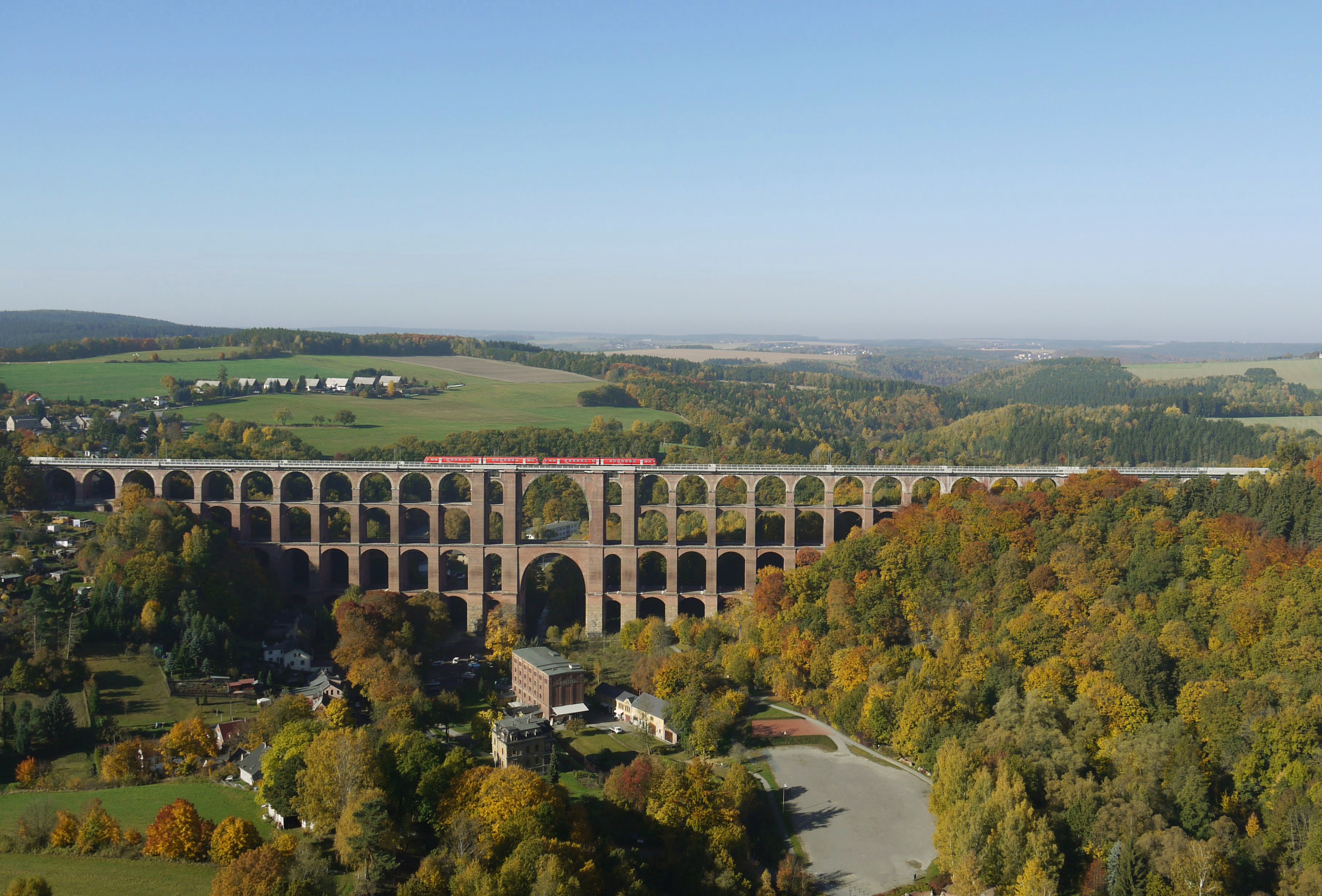
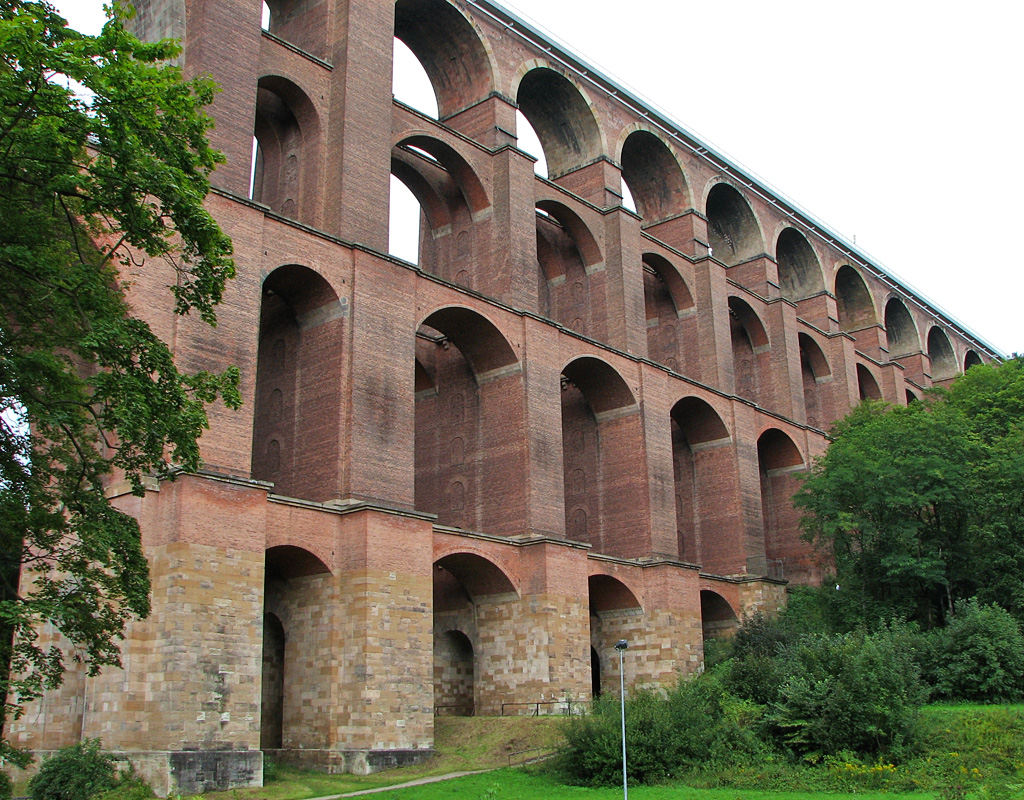
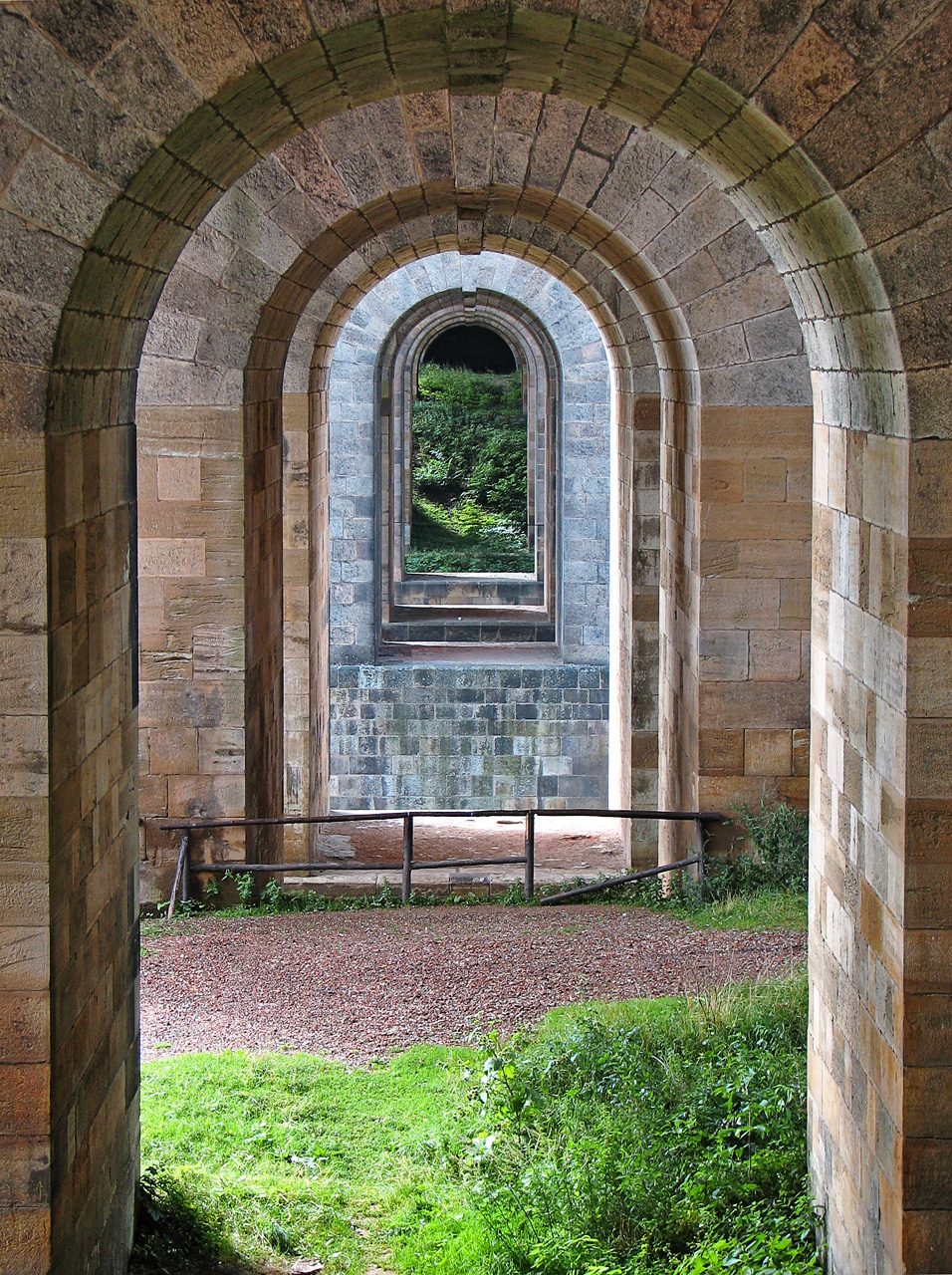
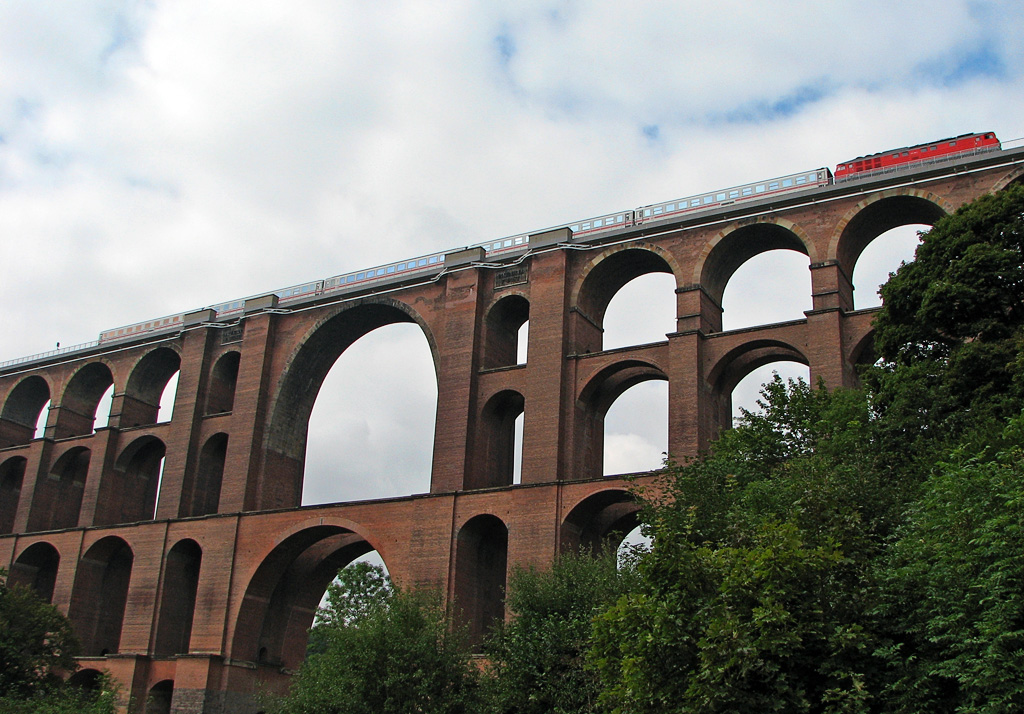

## További információk

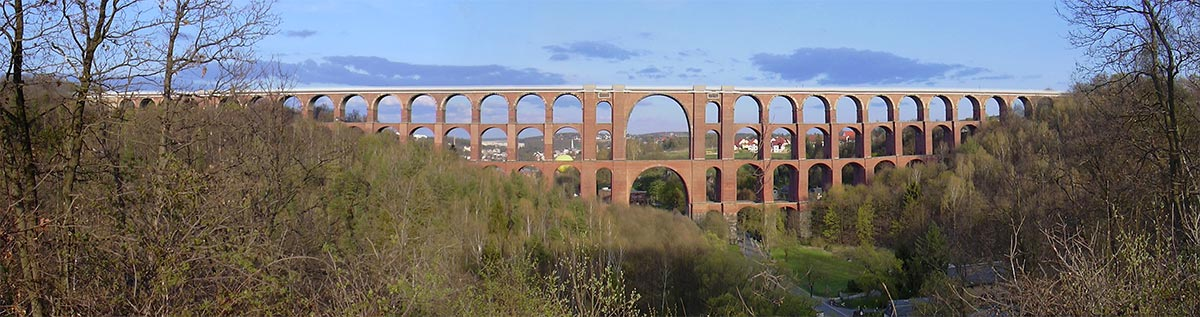